# 18 de desembre
El 18 de desembre és el tres-cents cinquanta-dosè dia de l'any del calendari gregorià i el tres-cents cinquanta-tresè en els anys de traspàs. Queden 13 dies per finalitzar l'any.

## Esdeveniments
Països Catalans
- 1913, Madrid: S'aprova un decret del Govern espanyol que permet que qualsevol regió espanyola mancomuni les seves diputacions, servint de base legal per a la creació de la Mancomunitat de Catalunya.[1]
- 1979, Madrid: El rei Joan Carles I sancionà com a llei orgànica de l'Estat l'Estatut d'Autonomia de Catalunya (Llei Orgànica 4/1979, de 18 de desembre).
- 1979, Catalunya: hi entra en vigor l'Estatut d'Autonomia, conegut com l'Estatut de Sau.
- 1989: té lloc l'Assemblea Constituent de Catalunya Lliure, impulsada pel PSAN.[2]

Resta del món
- 218 aC, República Romana: les tropes combinades dels cònsols Publi Corneli Escipió i Tiberi Semproni Llong I es troben amb les d'Hanníbal al marge esquerre del riu Trebia al sud de Placentia, i són derrotades en la batalla del Trèbia (218 aC).
- 1118, Saragossa: el rei Alfons I el Bataller pren la ciutat de mans dels taifes.[3]
- 1352, Roma: Innocenci VI és escollit papa.
- 1499, Granada: Més de tres mil musulmans es converteixen al cristianisme per evitar ser expulsats de la península Ibèrica
- 1793 - Toló (Var, França): Els republicans francesos culminen el setge de Toló guanyant contra els monàrquics i la Primera Coalició.
- 1812, Cadis: Se celebra el primer Sorteig Extraordinari de Nadal.
- 1859, Torí: Sant Joan Bosco funda la Societat Salesiana, una congregació clerical coneguda pel nom salesians.
- 1865, Estats Units: L'esclavatge és abolit als Estats Units, amb la 13a esmena de la Constitució dels Estats Units.
- 1917, Berlín: fundació de l'estudi cinematogràfic UFA.
- 1944, França: Apareix el primer número del diari Le Monde.[4]
- 1945, Uruguai esdevé membre de l'ONU.
- 1956, Japó esdevé membre de l'ONU.
- 1978, Dominica esdevé membre de l'ONU.
- 1980, Presó de Maze, Belfast, Irlanda del Nord: Passats 53 dies, i amb un dels membres entrant i sortint del coma, Brendan Hughes, líder de la vaga de fam, en posa fi abans que mori cap dels set participants.[5]
- 2005, Bolívia: Evo Morales guanya les eleccions presidencials de Bolívia amb un 51%.[6]
- 2011, Estadi Internacional de Yokohama, Yokohama, Japó: El FC Barcelona guanya el seu segon Campionat del Món de Clubs de futbol guanyant 4 a 0 contra el Santos Futebol Clube.

## Naixements
Països Catalans
- 1840 - Arecibo, Puerto Rico: Josep Coll i Britapaja, compositor, especialment de sarsueles.
- 1873 - Barcelona: Juli Vallmitjana i Colomines, orfebre, escriptor i dramaturg català.[7]
- 1956 - Mataró, Maresme: Jordi Bosch i Palacios, actor català.
- 1971 - Barcelona: Arantxa Sánchez Vicario, tennista professional catalana.[8]
- 1981 - Barcelona: Noelia Cobo García, artista catalana especialitzada en escultura.[9]
- 1993 - Sa Pobla, Mallorca: Valtonyc, raper mallorquí.

Resta del món
- 1734, Lausèrta, Regne de França: Jean-Baptiste Rey, compositor i director d'orquestra francès.
- 1768, París: Marie-Guillemine Benoist, pintora francesa d'estil neoclàssic, que també conreà pintura històrica i de gènere[10]
- 1828, Jönköping, Suècia: Viktor Rydberg, escriptor suec i un membre de l'Acadèmia Sueca, 1877-1895).
- 1856, Cheetham Hill, Manchester Anglaterra: Joseph John Thomson, físic britànic, Premi Nobel de Física.
- 1878, Gori, Geòrgia, Imperi Rus: Ióssif Stalin, primer Secretari General del Partit Comunista de la Unió Soviètica entre 1922 i 1953.
- 1879, Münchenbuchsee, Suïssa: Paul Klee, pintor suís.[11]
- 1881, Madrid: Emilio Carrere Moreno escriptor espanyol.
- 1887, París: Madeleine Martenot, pianista francesa, creadora del Mètode Martenot d'aprenentatge musical (m. 1982).[12]
- 1890, Nova York, Estats Units: Edwin Howard Armstrong, enginyer elèctric i inventor nord-americà. Inventor del Receptor superheterodí.
- 1897, Cuthbert (Geòrgia): Fletcher Henderson, pianista de jazz estatunidenc
- 1900, Saint-Servan (Ille-et-Vilaine)ː Suzy Solidor, cantant, actriu i novel·lista francesa (m.1983).[13]
- 1902, Tarassona, Província de Saragossa: Paco Martínez Soria, estrella del cinema espanyol.
- 1908, Richmond upon Thames, Surrey: Celia Johnson, actriu de teatre i de cinema anglesa[14]
- 1911, Middletown (Connecticut), Estats Units: Jules Dassin, director de cinema i guionista.
- 1913, Lübeck, Alemanya: Willy Brandt, polític alemany
- 1920, Filadèlfia, Estats Units: Robert Leckie, escriptor estatunidenc.
- 1922, Nova York: Esther Lederberg, microbiòloga estatunidenca i pionera en genètica bacteriana (m. 2006).[15]
- 1939, Oceanside, Nova York, EUA: Harold Elliot Varmus, immunòleg i microbiòleg nord-americà, Premi Nobel de Medicina o Fisiologia de l'any 1989.
- 1943, Dartford, Kent, Anglaterra: Keith Richards, guitarrista de The Rolling Stones, cantant i compositor anglès de rock.
- 1946, Cincinnati, Ohio, EUA: Steven Spielberg, director, guionista i productor de cinema estatunidenc.[16]
- 1950, Melbourne: Gillian Armstrong, directora de cinema i de documentals australiana.[17]
- 1951, Portsmouth, Virgínia: Radia Perlman, enginyera de xarxes, experta en seguretat, coneguda com la Mare d'Internet.[18]
- 1952,
  - Neuilly-sur-Seine: Bettina Rheims, fotògrafa francesa.[19]
  - Xangai, Xina: Jin Yucheng, escriptor xinès, Premi Mao Dun de Literatura de l'any 2015.[20]
- 1960, Peraleda del Zaucejo, Extremadura: María Antonia Trujillo, política espanyola, ha estat Ministra d'Habitatge.[21]
- 1963, Shawnee (Oklahoma), EUA: Brad Pitt, actor estatunidenc.
- 1969, Madrid: José Santiago Cañizares Ruiz, futbolista espanyol que va jugar de porter al Celta de Vigo, Reial Madrid i al València CF.
- 1980, Staten Island, Nova York, EUA: Christina Aguilera, cantant i actriu nord-americana.[22]
- 1975: Sia, cantant Australiana
- 2001, Los Angeles, Califòrnia, EUA: Billie Eilish, cantant i compositora nord-americana.[23]

## Necrològiques
Països Catalans
- 1688 - València, País Valencià: Onofre Vicent Escrivà d'Íxer, noble erudit i poeta valencià preil·lustrat.
- 1963 - Gràcia, Barcelona: Maria Vila, primera actriu catalana (n. 1897).[24]
- 1996 - Cambrils: María Mullerat i Bassedas, mestra pionera en l'educació de nens i nenes amb discapacitat (m. 1996).[25]
- 2000 - Zarautz, País Basc: Luis Claramunt, pintor, dibuixant i gravador català.
- 2004 - Barcelona: Josep Romeu i Figueras, poeta i crític literari català (n. 1917).
- 2020 - Sant Julià de Lòria, Andorraː Òscar Ribas Reig, empresari i polític. Va ser Cap de Govern d'Andorra els anys 1982-1984 i 1990-1994 (n. 1936).[26]

Resta del món
- 1638, París, Regne de França: François Leclerc du Tremblay, noble francès, després caputxí amb el nom de Josep de París i cofundador de l'orde religiós de les Filles del Calvari.
- 1737, Cremona, Itàlia: Antonio Stradivari, lutier italià. Conegut pels seus instruments Stradivarius.
- 1803, Weimar: Johann Gottfried Herder, filòsof, teòleg i crític literari alemany que el seu treball va contribuir a l'aparició del Romanticisme alemany.
- 1829, París, França: Jean-Baptiste Lamarck, naturalista francès. Autor de la teoria evolutiva del Lamarckisme.
- 1848, Praga, Bohèmia: Bernard Bolzano, matemàtic, lògic, filòsof i teòleg bohemi (n. 1781).
- 1892, Londres, Anglaterra: Richard Owen, biòleg, paleontòleg i estudiós de l'anatomia comparada anglès.
- 1913, Nova York: Louise Bethune, primera americana arquitecta professional (n. 1856).[27]
- 1968, Cambridgeː Dorothy Garrod, arqueòloga britànica especialitzada en el període Paleolític (n. 1892).[28]
- 1973, Tucson, Arizona: Frieda Robscheit-Robbins, patòloga nord-americana (n. 1888).[29]
- 1977, mar de Buenos Aires, Argentina:
  - Esther Ballestrino, bioquímica i activista social, fundadora de Mares de Plaça de Mayo (n. 1918).[30]
  - Ángela Auad, activista social argentina assassinada per la Dictadura militar (n. 1945).[31]
- 1995, Hünfeld, Hessen, Alemanya: Konrad Zuse, pioner de la computació.
- 1999, París, França: Robert Bresson, cineasta francès (n. 1901).[16]
- 2000, Cozumel, Mèxic: Kirsty MacColl, cantant anglesa, la veu femenina de Fairytale of New York (n. 1959).[32]
- 2006, 
  - Los Angeles, EUA: Joseph Barbera, dibuixant (n. 1911).
  - San Francisco: Ruth Bernhard, fotògrafa americana, alemanya de naixement, que es donà a conèixer amb els seus nus (n. 1905).[33]
- 2008, 
  - Santa Rosa, EUA: Mark Felt ('Garganta Profunda'), policia estatunidenc, agent de l'FBI.
  - Sulaimaniyah, Iraq: Nahla Hussain al-Shaly, activista feminista kurda.[34]
- 2010, Chartres: Jacqueline de Romilly, hel·lenista, escriptora i professora francesa i grega (n. 1913).[35]
- 2011, Hrádeček, Vlčice (República Txeca): Václav Havel, escriptor i polític txec, President de la República Txeca (1993-2003), Premi Internacional Catalunya 1995 (n. 1936).
- 2016, Los Angeles, Califòrnia: Zsa Zsa Gabor, actriu nord-americana d'origen hongarès (n 1917).[36]
- 2019, París (França)ː Claudine Auger, actriu francesa (n. 1941).[37]

## Festes i commemoracions
- Onomàstica:
  - sant Malaquies (profeta);
  - Gacià de Tours, bisbe;
  - Winebald de Heidenheim, abat; servent de Déu
  - Francesc Xavier Butinyà i Hospital, jesuïta i fundador de les Serventes de Sant Josep.
- Dia Internacional del Migrant[38]